# Yoshiko Uchida
 (août 2019).
Si vous disposez d'ouvrages ou d'articles de référence ou si vous connaissez des sites web de qualité traitant du thème abordé ici, merci de compléter l'article en donnant les références utiles à sa vérifiabilité et en les liant à la section « Notes et références ».
Œuvres principales
The Invisible Thread (Le Fil invisible)
Journey to Topaz (Voyage à Topaz)
Picture Bride (La Fiancée en photo)
Yoshiko Uchida (内田 淑子, Uchida Yoshiko, stylisé en うちだよしこ), née le 24 novembre 1921 à Alameda en Californie et morte le 21 juin 1992 à Berkeley, est une écrivaine américaine d'origine japonaise.

## Biographie

### Jeunes années et éducation
Yoshiko Uchida est née à Alameda en Californie. Elle est la fille de Takashi (dit Dwight) et d'Iku Umegaki Uchida. Elle a une sœur aînée, Keiko (appelée Kay). Elle finit ses études secondaires à seize ans et entre à l'Université de Californie à Berkeley.

### Internement dans un camp
La famille Uchida vit à Berkeley (Californie) et Yoshiko est, d'ailleurs en quatrième année à l'université de cette ville lorsque les Japonais attaquent Pearl Harbor en 1941. Peu après, le président Franklin D. Roosevelt ordonne que tous les américains d'origine et de culture japonaises de la côte ouest soient rassemblés et enfermés dans des camps. La famille Uchida n'est pas épargnée. Son père est interrogé par le FBI (Federal Bureau of Investigation). Il est interné avec Yoshiko et tout le reste de sa famille pendant trois ans dans l'hippodrome de Tanforanan (Tanforan Racetrack (en)) en Californie puis à Topaz dans l'Utah. Dans les camps, Yoshiko donne des cours ce qui lui permet non seulement de voir les injustices que commettent les américains mais aussi les réactions diverses des Nippo-américains confrontés à une situation difficile et injustifiée.
En 1943, il est accepté que Uchida finisse ses études au Smith College dans le Massachusetts. Elle peut quitter le camp, marquée par les trois années qu'elle y a passées. Son roman de 1971 : Journey to Topaz, est une œuvre d'autofiction basée sur son expérience dans les camps. Ses autres livres parlent souvent de sujets liés à ce moment de sa vie comme l'appartenance ethnique et culturelle, la citoyenneté, l'identité et les relations entre les cultures.

### Carrière
Uchida devient connue du grand public en 1982 lors de la parution de son autobiographie : Desert Exile. C'est l'une des autobiographies de premiers plans qui montrent que l'internement est un moment décisif dans la construction de la personnalité et dans l'édification d'une culture propre pour de nombreux auteurs américains d'origine japonaise
Elle est aussi connue pour ses romans pour enfants. Journey to Topaz, n'est pas le seul de ses romans à parler de la perception, par les personnes à la double culture japonaise et américaine, des grands événements de l'histoire américaine. Dans Picture Bride, A Jar of Dreams et dans The Bracelet sont évoqués la Première Guerre mondiale, la Grande Dépression, ou encore la Seconde Guerre mondiale. Ses romans parlent aussi régulièrement du racisme subit par les américains d'origine japonaises pendant la première moitié du vingtième siècle.
Au cours de sa carrière, Uchida publie plus de trente livres dans des genres variés : des essais pour adultes, des œuvres de fiction pour les enfants et pour les adolescents, notamment. Elle meurt en 1992.